# Каменск (Бурятия)
Ка́менск — посёлок городского типа в Кабанском районе Республики Бурятия. Административный центр городского поселения «Каменское». Население — 6300 человек (2025).
В посёлке расположен Тимлюйский цементный завод.

## Топонимика
Посёлок назван в честь белого камня известняка — основного сырья градообразующего цементного завода, добывающийся неподалёку.

## География

### Физико-географическое положение
Каменск находится в Восточной Сибири, на южном краю Кударинской степи у северо-восточных отрогов хребта Хамар-Дабан, в 10 км к юго-западу от районного центра — села Кабанска; в 30 километрах северо-западнее — озеро Байкал. В полукилометре севернее окраин собственно Каменска проходит федеральная автомагистраль Р258 «Байкал», огибающая на северо-востоке пристанционную часть посёлка, где располагается Тимлюй (ВСЖД) на Транссибирской магистрали. В 120 км от посёлка на восток по трассе Р258 — город Улан-Удэ. В черте посёлка протекает речка Тимлюй. Высота посёлка над уровнем моря — от 470 метров в районе станции до 530 метров в районе «Плотины».

### Климат
Климат резко континентальный, хотя есть смягчающее влияние озера Байкал; летом средняя температура 18—19 °C, зимой чуть меньше −20 °C. За год осадков выпадает 400—450 мм, в основном в период с июля по ноябрь. Зима сухая, что обусловлено Азиатским антициклоном. Растительность вокруг посёлка степная, в горах смешанные леса с преобладанием берёзы и сосны.

### Экология
Цементный завод выбрасывает пыль цементного производства, ТЭЦ — углекислый газ, окислы азота, шиферный завод — вредные отходы от производства (пыль, содержащая асбест), в 20 км восточнее расположен Селенгинский ЦКК, выбросы которого порой достают до Каменска. Всё это приводит к тому, что жители посёлка чаще других страдают заболеваниями органов дыхания.

### Землетрясения
Каменск расположен рядом с Байкальской рифтовой зоной, поэтому здесь часто случаются землетрясения. Так, 11 февраля 1967 года, в результате землетрясения магнитудой 6,7 серьёзно пострадала Каменская средняя школа № 1 (современный Каменский лицей имени Кожевина В. Е.). Здание было признано аварийным, было проведено антисейсмическое усиление здания и разборка четвёртого этажа.

## История

### Советское время
История посёлка тесно связана с историей промышленных предприятий посёлка, в первую очередь — Тимлюйского цементного завода.
В 1937 году, вблизи старинного села Тимлюй началось строительство цемзавода и посёлка. К 1938 были построены лесопильный завод, мастерские, столовая, хлебопекарня, школа, ясли, два продовольственных ларька, баня и пятнадцать восмиквартирных домов.
Однако в связи с начавшейся Великой Отечественной войной строительство посёлка Цемзавода было остановлено. После войны был разработан новый проект завода, более мощный. В 1948—1949 годах сюда прибыли три партии немцев-репатриантов общим количеством 817 человек для работы на строительстве цемзавода. Отношение местного населения к ним было негативном, но со временем оно нормализовалось. Репатриированные немцы внесли значительный вклад в историю развития Каменска..
5 октября 1949 года образован рабочий посёлок Каменск.
9 февраля 1953 года была введена в эксплуатацию первая технологическая линия Тимлюйского Цементного завода, в 1954 — вторая, а 10 декабря 1955 года — третья, завод стал работать на полную проектную мощность.
В 1958 году был запущен Тимлюйский завод АЦИ (асбоцемизделий).
В 1950-х годах был пик строительства многоквартирных домов, вся центральная часть Каменска была построена в эти годы.
В 1960 году на полную мощность заработала Тимлюйская ТЭЦ.
В июле 1963 года в Каменск приезжала Людмила Зыкина и пела песню Течёт река Волга на школьной горе.
13 января 1965 года город Бабушкин, рабочие посёлки Выдрино, Селенгинск, Каменск и Танхой, а также Посольский сельсовет переданы из Прибайкальского района в Кабанский район.
Во второй половине 60-х и 70-х посёлок продолжал расширяться — строится микрорайон «Молодёжный» вдали от выбросов заводов, на другом берегу Тимлюя.
В 1970 году на базе Тимлюйской ТЭЦ создано предприятие «Байкальские электросети», входящее в АО «Бурятэнерго».
В 1983 году принят в эксплуатацию Каменский завод ЖБИ.

### Постсоветское время
Из-за падения спроса на строительные материалы в 90-е годы заводам было некуда сбывать свою продукцию. В начале 1990-х прекратил работу завод ЖБИ. Темпы производства на Тимлюйском цемзаводе сократились в несколько раз, и в 00-е годы был на грани банкротства.
В августе 2015 года началось строительство Покровской церкви, которая относится к Улан-Удэнской епархии Бурятской митрополии Русской православной церкви.

## Население
| 1959  | 1970  | 1979  | 1989  | 2009  | 2010  | 2011  |
| ----- | ----- | ----- | ----- | ----- | ----- | ----- |
| 8947  | ↘8525 | ↘7741 | ↗9088 | ↘8008 | ↘7160 | ↗7165 |
| 2012  | 2013  | 2014  | 2015  | 2016  | 2017  | 2018  |
| ↘7101 | ↘7061 | ↘6945 | ↘6896 | ↘6855 | ↘6747 | ↘6687 |
| 2019  | 2020  | 2021  | 2023  | 2024  | 2025  |       |
| ↘6656 | ↘6607 | ↘6334 | ↘6308 | ↘6298 | ↗6300 |       |

### Национальный состав
Согласно Всероссийской переписи населения 2021 года, в Каменске проживает преимущественно русское население — 6108 человек (97 %), буряты — 57 человек (0,9 %), армяне — 35 человек (0,6 %), 37 человек не указали свою национальность, 97 — представители других национальностей.

## Образование
- Детский сад «Солнышко»
- Детский сад «Лесная сказка»
- Каменская СОШ № 2
- Каменский лицей имени Кожевина В. Е.
- Каменский дом детского творчества
- Каменская детская школа искусств
- Каменский филиал ГАПОУ РБ «Политехнический техникум», в народе «Фазанка»

## Экономика
Основная отрасль промышленности: строительная
- Тимлюйский цементный завод — основное производство
- Тимлюйский завод АЦИ — шиферный завод
- Селенгинский фанерный завод
- также строительные, лесозаготовительные, фермерские хозяйства.

## Достопримечательности
- Покровская церковь — недостроенный православный храм, относится к Улан-Удэнской епархии Бурятской митрополии Русской православной церкви.
- Памятник «Героям прибайкальского фронта от трудящихся района». Открыт в 1968г по инициативе местного писателя Кожевина В. Е. на месте перезахороненных красноармейцев.
- Стелла «XX лет победы над фашистской Германией».
- Памятник «Первостроителям Каменска» в центре посёлка.

## Галерея
- Хамар-Дабан в районе Каменска
- Памятник "XX лет победы над фашистской Германией"
- Памятник "Героям прибайкальского фронта от трудящихся района"
- Трубы Тимлюйского Цементного завода - основного предприятия посёлка. Сентябрь 2023
- Советская улица - одна из главных улиц посёлка. Март 2023
- Переулок в частной застройке посёлка. Январь 2023